# Ігрунов Микола Стефанович
Микола Стефанович Ігрунов (11 березня 1932, село Спаське, тепер Красногвардійського району Бєлгородської області, Російська Федерація — 4 лютого 2016, місто Москва, Російська Федерація) — радянський діяч, 2-й секретар ЦК КП Білорусії. Народний депутат СРСР (1989—1991).

## Життєпис
Народився в родині залізничника, начальника залізничної станції Палатовка. Закінчив школу в селі Лівенка на Бєлгородщині. Ще школярем публікувався у всесоюзних газетах «Комсомольська правда» та «Літературна газета».
Навчався в Харківському та Київському державних університетах. У 1956 році закінчив факультет журналістики Московського державного університету. Член ВКП(б) з 1951 року.
З 1956 року працював у газеті «Вперед» Новооскольського району, власним кореспондентом газети «Бєлгородська правда» по Новооскольському, Чернянському та Великомихайлівському районах, потім — заступником відповідального секретаря цієї газети. Був головним редактором бєлгородської обласної молодіжної газети «Ленінська зміна».
У 1968—1972 роках — завідувач відділу пропаганди та агітації Бєлгородського обласного комітету КПРС.
У 1972—1974 роках — секретар Бєлгородського обласного комітету КПРС.
У 1974—1976 роках — інспектор ЦК КПРС.
У 1976—1984 роках — завідувач сектору відділу організаційно-партійної роботи ЦК КПРС.
У 1984 — жовтні 1987 року — заступник завідувача відділу організаційно-партійної роботи ЦК КПРС.
14 жовтня 1987 — 27 березня 1990 року — 2-й секретар ЦК КП Білорусії.
У березні 1990 — 1991 року — головний редактор журналу ЦК КПРС «Партийная жизнь».
Член Спілки журналістів СРСР. Автор книги віршів та прози «Неспалені зошити» (Москва, 1997; перевидання: Бєлгород, 2001), книги спогадів «І після нас зелена трава» (2006).
Помер 4 лютого 2016 року в Москві. Похований на Кунцевському цвинтарі.

## Нагороди
- орден Трудового Червоного Прапора
- орден «Знак Пошани»
- медалі
- Почесний громадянин Бєлгородської області (2007)